# The Little 'Fraid Lady
Pour plus de détails, voir Fiche technique et Distribution.
The Little 'Fraid Lady est un film américain réalisé par John G. Adolfi, sorti en 1920.

## Synopsis
Cecelia Carne, surnommée la petite lady effrayée (the little 'fraid lady) car elle évite la société, cherche la solitude dans la forêt pour parfaire son talent de peintre. Un jour par hasard elle entre dans la propriété du Juge Peter Carteret, où elle rencontre Saxton Graves, qui est en train de décorer la maison du juge. Considérant son talent, Saxton engage Cecelia et tombe vite amoureux d'elle. Alors qu'elle travaille chez le juge, Cecelia apprend qu'il est sur le point de juger une affaire dans laquelle Giron, un bootlegger, est impliqué. Or Giron est son père. Cela se complique quand Giron tente de faire chanter Carteret, mais Cecelia témoigne contre son père. Giron, réalisant qu'il est sur le point d'être emprisonné, se tue, libérant ainsi sa fille pour vitre heureuse avec Saxton.

## Fiche technique
- Titre original : The Little 'Fraid Lady
- Réalisation : John G. Adolfi
- Scénario : Joseph Farnham, d'après le roman The Girl Who Lived in the Woods de Marjorie Benton Cooke
- Direction artistique : Robert Odell
- Photographie : Georges Benoît
- Société de production : Robertson-Cole Company
- Société de distribution : Robertson-Cole Distributing Corporation
- Pays d’origine :  États-Unis
- Langue originale : anglais
- Format : noir et blanc — 35 mm — 1,37:1 — Film muet
- Genre : drame
- Durée : 6 bobines
- Dates de sortie :  États-Unis : 14 décembre 1920
- Licence : Domaine public

## Distribution
- Mae Marsh : Cecelia Carne
- Tully Marshall : Giron
- Kathleen Kirkham : Helen Barrett
- Charles Meredith : Saxton Graves
- Herbert Prior : Juge Peter Carteret
- Gretchen Hartman : Sirotta
- George Bertholon Jr. : Bobby Barrett